# Bartolomeo Tromboncino
Bartolomeo Tromboncino (* um 1470 in Verona; † nach 1535 in Venedig) war ein italienischer Komponist der Renaissance.

## Leben
Über Tromboncinos Leben gibt es nur wenige Zeugnisse. Sein Vater, Bernardino Pifaro, war Musiker in Venedig und Mantua. Er selbst lebte von 1487 bis 1495 in Mantua am Hofe der Gonzaga, als dort Isabella d’Este als Mäzenin bedeutende Schriftsteller und Künstler um sich scharte. Nach Aufenthalten in Vicenza und in Casale ist er von 1501 bis 1512 wieder in Mantua nachweisbar. Anschließend stand er auch im Dienste der Medici in Florenz. Sein letzter Aufenthaltsort war Venedig, wo er nach 1535 auch starb.

## Wirken und Werke
Tromboncino war einer der bedeutendsten Meister von Frottole, die er in großer Anzahl (drei- und vierstimmig, sowie einstimmig mit Lauten- oder Orgelbegleitung) komponierte. Ferner sind neun vierstimmige  Lamentationes Jeremiae, vierstimmige Lauden und ein Benedictus erhalten. Tromboncino vertonte in Florenz bekanntermaßen ein Sonett von Michelangelo. Mit der Musik zur Komödie Asinaria von Titus Maccius Plautus schuf er 1502 außerdem eine der frühesten  Bühnenmusiken Italiens.